# Xyroptila marmarias
Xyroptila marmarias là một loài bướm đêm thuộc họ Pterophoridae. Nó được tìm thấy ở Atherton Tableland ở Queensland và is also có ở New Guinea.
The bright colours of the adult suggest nó là một day active species.
Its biology is unknown, but the larvae of various related species feed on flowers.